# ハッド (原子力潜水艦)
|           |                                    |
| 艦歴      |                                    |
| 発注:     | 1959年3月3日                       |
| 起工:     | 1960年9月9日                       |
| 進水:     | 1962年8月18日                      |
| 就役:     | 1964年12月16日                     |
| 退役:     | 1991年6月12日                      |
| 除籍:     | 1991年6月12日                      |
| その後:   | 原子力艦再利用プログラム           |
| 性能諸元  |                                    |
| 排水量:   | 水上：3,700トン、 水中：4,300トン  |
| 全長:     | 278 ft 6 in                        |
| 全幅:     | 31 ft 8 in                         |
| 吃水:     | 25 ft 2 in                         |
| 機関:     | S5W reactor                        |
| 最大速:   | 20+ ノット                         |
| 乗員:     | 士官、兵員100名                    |
| 兵装:     | 21インチ魚雷発射管4基、 サブロック |
| モットー: |                                    |

ハッド (USS Haddo, SSN-604) は、アメリカ海軍の原子力潜水艦。パーミット級原子力潜水艦の6番艦。艦名はアメリカ合衆国及びカナダ沿岸に生息するカラフトマスに因む。その名を持つ艦としてはガトー級潜水艦44番艦(SS-255)以来2隻目。

## 艦歴
ハッドの建造は1959年3月3日にニュージャージー州カムデンのニューヨーク造船所に発注される。1960年9月9日に起工し、1962年8月18日にヘンリー・M・ジャクソン夫人によって命名、進水し、1964年12月16日に艦長ジョン・G・ウィリアムズ・ジュニア中佐の指揮下就役した。
1965年1月のコネチカット州ニューロンドンでの整調後、ハッドは母港のサウスカロライナ州チャールストンに2月8日到着し第4潜水戦隊に合流する。その後大西洋、カリブ海で活動し、7月7日に地中海に向けてチャールストンを出港した。地中海では第6艦隊およびNATO軍の艦艇と共に多くの演習を行い、11月7日に母港に帰還した。ハッドは1967年まで大西洋の母港からの活動および第6艦隊での配備を交互に継続した。
ハッドは1991年6月12日に退役し、同日除籍された。その後ワシントン州ブレマートンで原子力艦再利用プログラムの下に解体が始まり、1992年6月20日に作業は完了した。